# Serra de Santa Coloma
La Serra de Santa Coloma és una serra a cavall dels termes municipals de Castellcir i Collsuspina, a la comarca del Moianès. És al nord de Santa Coloma Sasserra. S'estén des del nord de la masia del Bonifet cap al nord-nord-est, fins al sud-est de la masia de l'Espina.